# 浪速 (防護巡洋艦)
浪速(なにわ/なには)は、日本海軍の防護巡洋艦(二等巡洋艦)。
浪速型の1番艦。日本海軍にとって、最初の防護巡洋艦(鋼鉄製艦)である。
艦名は大阪(摂津国)の古称「浪速」にちなんで名づけられた。
日清戦争時、東郷平八郎艦長(当時、大佐)の指揮下で活躍した。

## 艦歴

### 建造
1884年(明治17年)3月22日、イギリス、ニューカッスルのアームストロング社のロー・ウォーカー造船所で「浪速」は起工。3月27日、日本海軍はイギリスで建造中の軍艦2隻を、「浪速」および「高千穂」と命名する。
1885年(明治18年)3月10日もしくは3月18日、山階宮(のちの東伏見宮依仁親王)臨席のもとで本艦は進水。5月26日、2隻(浪速、高千穂)は二等艦と定められる。
1886年(明治19年)2月15日、竣工。

### 1886年
「浪速」は回航委員長井上良馨大佐の指揮下で日本に回航。
同年6月26日、品川に到着した。
11月29日、明治天皇および皇后(昭憲皇太后)は横浜港で「浪速」に乗艦、横須賀港に行幸する。
帰路の天皇・皇后は「高千穂」に乗艦し、横須賀から横浜に戻った。

### 1887年
1887年(明治20年)1月25日、
明治天皇および皇后一行は京都行幸のため横浜港より「浪速」(御召艦)に乗艦。
1月27日正午過ぎ、天皇・皇后は神戸港で「浪速」を離れ、京都に向かった。
2月23日、天皇・皇后は武豊港(愛知県)で乗艦、2月24日午前6時30分に横浜港に到着した。
翌月には英照皇太后の御召艦としても使用された。

### 1888年
1888年(明治21年)10月15日、横須賀造船所で国産巡洋艦「高雄」が進水するにあたり明治天皇・皇后が出席予定だったが、天皇は出席を断念。
皇后は横浜港で御召艦「浪速」に乗艦、横須賀港(横須賀鎮守府)に移動して高雄命名式・進水式に参加する。進水式終了後、再び「浪速」で横浜港に戻った。

### 1890年
1890年(明治31年)8月23日、本艦は横須賀鎮守府所管の第一種と定められた。

### 1893年 - 1894年
1893年から翌年にかけて、ハワイ革命勃発による邦人保護のため、二回にわたりホノルルに派遣された。

### 日清戦争
日清戦争では、豊島沖海戦、黄海海戦、大連・旅順・威海衛・澎湖島攻略作戦等に参加。1894年(明治27年)7月25日の豊島沖海戦の際に、清国兵約1200名を輸送中のイギリス船籍汽船「高陞号」(英国商船旗を掲揚)と遭遇し、東郷平八郎大佐(浪速艦長)は国際法上の手続きを経た後に同船を撃沈した(高陞号事件)。

### 1897年
1897年(明治30年)4月から9月にかけて、ハワイ移民上陸拒否事件への対処のためホノルルに派遣された。

### 1898年
1898年(明治31年)3月21日、日本海軍は海軍軍艦及び水雷艇類別標準を制定し、3,500トン以上7,000トン未満の巡洋艦を「二等巡洋艦」と定義。
該当する9隻(浪速、高千穂、厳島、松島、橋立、吉野、高砂、笠置、千歳)が二等巡洋艦に類別された。

### マニラ派遣
同年5月から8月にかけて、米西戦争により邦人保護のためマニラに派遣。

### 北清事変
北清事変では1900年より翌年にかけて、北清沿岸警備に従事した。

### 日露戦争
日露戦争に際しては、第四戦隊(司令官瓜生外吉少将)の旗艦として仁川沖海戦・蔚山沖海戦、日本海海戦等に参加。
日本海海戦では被弾し損傷を受けた。

### 1909年
1909年(明治42年)、浪速は推進軸の腐食が進み、以降の全力運転が制限された。

### 1910年 - 1911年
1910年(明治43年)10月21日に内報が発せられ、来年4月上旬から警備、測量のために千島列島、カムチャッカ半島、オホーツク海方面に派遣、という内容だった。
浪速はその準備のために修理の他に測深儀、測程儀などを装備した。
他に片岡湾に無線電信所を建設するために、適当な場所の選定することも任務に加えられた。
1911年(明治44年)4月15日に横須賀軍港を出港、
大湊、
函館、
室蘭、
根室、
色丹島、
択捉島(紗那湾)、
その他の千島列島の島を巡り
占守島片岡湾に5月29日入港した。

### 1912年
1912年(明治45年)横須賀鎮守府警備艦兼測量艦だった浪速は、北海道・樺太やカムチャッカ半島などでの警備、情報収集、漁業保護、オットセイの密漁取り締まりなどの任務が与えられ、
横須賀を5月1日出港、
横須賀帰港は9月10日の予定だった。

### 最期
同年6月26日午前11時頃、北千島へ測量器材を輸送中に、得撫島沖で座礁して衝角部分が脱落する。
乗組員は夜間になると陸上に避難した。
工作艦「関東」、巡洋艦「厳島」、スループ「武蔵」、救難船「栗林丸」の応援により離礁に務めたが成功せず、悪天候により7月18日に沈没した。
同年8月5日、除籍、
艦艇類別等級表からも削除された。
8月22日に残骸売却の訓令が出され、
翌1913年(大正2年)6月25日買受人に引渡された
後日、横須賀工廠長坂本一中将を判士長とする軍法会議が開かれ、本田(当時浪速艦長)は罰金700円、浪速航海長は罰金400円の判決を受ける。
本田は少将進級後、予備役に編入された。

## 艦長
※『日本海軍史』第9巻・第10巻の「将官履歴」及び『官報』に基づく。
回航委員長
- 伊東祐亨 大佐：1885年4月23日 - 11月20日

艦長
- 伊東祐亨 大佐：1885年11月20日 - 1886年6月17日
- 磯辺包義 大佐:1886年6月23日 - 1888年4月26日
- 松村正命 大佐：1888年4月26日 - 1889年5月15日
- 角田秀松 大佐：1889年5月15日 - 1891年6月17日
- 新井有貫 大佐：1891年6月17日 - 12月14日
- 東郷平八郎 大佐：1891年12月14日 - 1894年4月23日
- 東郷平八郎 大佐：1894年6月8日 - 1895年2月16日
- 片岡七郎 大佐：1895年2月16日 - 12月27日
- 黒岡帯刀 大佐：1895年12月27日 - 1897年12月27日
- 鹿野勇之進 大佐：1897年12月27日 - 1898年1月22日
- 遠藤喜太郎 大佐：1898年1月22日 - 3月1日
- 橋元正明 大佐：1898年3月1日 - 5月23日
- 三須宗太郎 大佐：1898年5月23日 - 12月3日
- 永峰光孚 大佐：1898年12月3日 -
- 斎藤孝至 大佐：1900年9月25日 - 12月6日
- 安原金次 大佐：1900年12月6日 - 1901年7月6日
- 吉松茂太郎 大佐：1901年7月6日 - 9月10日
- 野元綱明 大佐：1901年9月10日 - 1902年10月6日
- 伊地知季珍 大佐：1902年10月6日 - 1903年9月26日
- 和田賢助 大佐：1903年10月15日 - 1905年6月14日
- 広瀬勝比古 大佐：1905年6月14日 - 8月31日
- 仙頭武央 大佐：1905年8月31日 - 12月12日
- 牛田従三郎 大佐：1905年12月12日 - 12月29日
- 上泉徳弥 大佐：1905年12月29日 - 1906年12月24日
- 久保田彦七 大佐：1906年12月24日 - 1908年8月28日
- 上村翁輔 大佐：1908年8月28日 - 11月20日
- 西垣富太 大佐：1909年4月1日 - 1910年12月1日
- 原静吾 大佐：1910年12月1日 - 1911年12月1日
- 本田親民 大佐：1911年12月1日 - 1912年7月31日